# Jan Klapáč
Jan Klapáč (n. 27 februarie 1941, Praga, Protectoratul Boemiei și Moraviei) este un jucător de hochei pe gheață ce a reprezentat Cehia, medaliat olimpic. A participat la 2 ediții ale Jocurilor Olimpice (1964, 1968) în care a câștigat o medalie de argint și o medalie de bronz.